# 莫里泽库尔
莫里泽库尔（法語：Morizécourt，法語發音：[mɔʁizekuʁ] ⓘ）是法国大東部大區孚日省的一个市镇，属于讷沙托区。

## 地理
莫里泽库尔（48°4'13"N, 5°51'38"E）面积10.68 平方千米，位于法国大東部大區孚日省，该省份为法国东北部内陆省份，北起默兹省和默尔特-摩泽尔省，西接上马恩省，南至上索恩省和贝尔福地区省，东临上莱茵省和下莱茵省。
与莫里泽库尔接壤的市镇（或旧市镇、城区）包括：弗兰、拉马什、马蒂尼莱班、瑟雷库尔、蒂涅库尔。

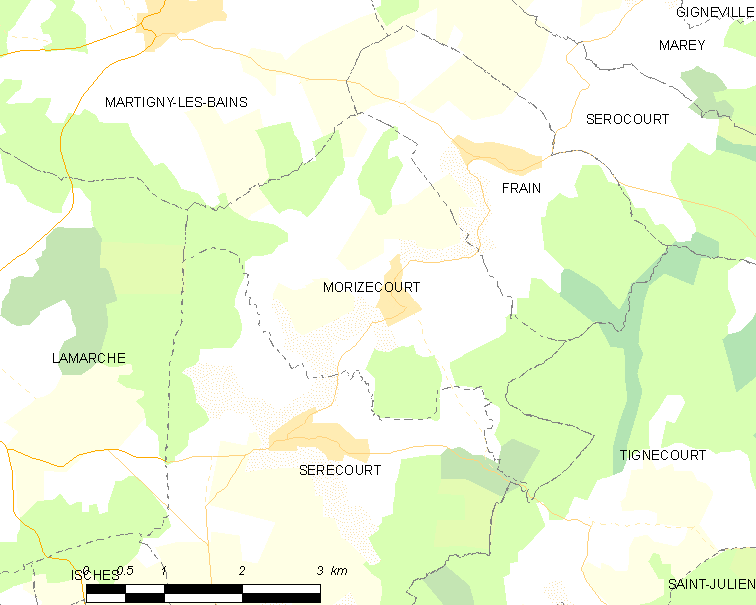
莫里泽库尔的OSM定位图

莫里泽库尔的时区为UTC+01:00、UTC+02:00（夏令时）。

## 行政
莫里泽库尔的邮政编码为88320，INSEE市镇编码为88314。

## 政治
莫里泽库尔所属的省级选区为达尔内县。

## 人口

1962-2008年间莫里泽库尔人口变化图示

莫里泽库尔于2022年1月1日时的人口数量为94人。